# Gonoplectus cautus
Gonoplectus cautus är en mångfotingart som först beskrevs av Carl Graf Attems 1936.  Gonoplectus cautus ingår i släktet Gonoplectus och familjen Harpagophoridae. Inga underarter finns listade i Catalogue of Life.